# Llengües txadianes orientals
Les llengües txadianes orientals és una denominació que agrupa 34 idiomes parlats al Txad i el Camerun amb trets distintius dins la família de llengües afroasiàtiques. Es divideixen en grups identificats per lletres, igual que altres famílies de la zona i en total suposen uns 500.000 parlants. Algunes llengües destacades són el mire, el somrai, el tobanga, el mawa i el saba.